# 3DO Interactive Multiplayer
3DO Interactive Multiplayer (sau 3DO) este o consolă de jocuri video pe 32 de biți dezvoltată de  The 3DO Company. Fondatorul Electronic Arts, Trip Hawkins, a fost cel care a dus la crearea consolei și sublicențierea ei unor companii terțe precum. Panasonic, Sanyo sau GoldStar.
În ciuda campaniei de promovare (fiind numită de revista Time „Produsul anului 1994”) și a tehnologiei avansate, costul ridicat al consolei (599$), precum și o piață de console suprasaturată au făcut ca 3DO să rămână în urma competitorilor Sega și Nintendo. Printre jocurile lansate pe consolă se numără Alone in the Dark, Myst, Star Control II, Total Eclipse, Jurassic Park Interactive, Gex, Crash 'n Burn, Slayer, Killing Time, The Need for Speed, Road Rash și Immercenary.
De la oprirea producției consolei la sfârșitul anului 1996, 3DO a fost luată în derâdere de istorici ai jocurilor video.

## Jocuri licențiate
Aceasta este o listă alfabetică de jocuri video  pentru 3DO Interactive Multiplayer. 286 jocuri au fost lansate în toată lumea, 214 jocuri lansate în Japonia, cu 139 de jocuri exclusive; 162 jocuri lansate în America de Nord, cu 65 de jocuri exclusive și 30 jocuri în Europa cu 1 joc exclusiv pentru această zonă.
| Titlu                                                                           | An                | Dezvoltator                                  | Editor                                                      | Regiuni în care s-a lansat |
| ------------------------------------------------------------------------------- | ----------------- | -------------------------------------------- | ----------------------------------------------------------- | -------------------------- |
| 3DO Buffet                                                                      | 1995              | Interplay Productions                        | The 3DO Company                                             | NA                         |
| Advanced Dungeons & Dragons: DeathKeep                                          | 1995              | Lion Entertainment                           | Strategic Simulations                                       | NA                         |
| Advanced Dungeons & Dragons: Slayer Advanced Dungeons & Dragons: Lost DungeonJP | 1994NA 1995EU, JP | Lion Entertainment                           | Strategic DesignsNA T&E SoftJP                              | EU, JP, NA                 |
| AI Shogi                                                                        | 1995              | Taito Corporation                            | Taito Corporation                                           | JP                         |
| Akagi: Topaiten                                                                 | 1996              | Micronet                                     | Micronet                                                    | JP                         |
| Alfred Hitchcock Presents                                                       | 1993              | Toyota                                       | Panasonic                                                   | JP                         |
| Alone in the Dark                                                               | 1994              | Krisalis                                     | I-MotionNA InfogramesEU Pony CanyonJP                       | EU, JP, NA                 |
| Alone in the Dark 2                                                             | 1995              | Krisalis                                     | I-MotionNA Infogrames MultimediaEU Electronic Arts VictorJP | EU, JP, NA                 |
| Aqua World: Umibi Monogatari                                                    | 1995              | Mizuki                                       | Mizuki                                                      | JP                         |
| Autobahn Tokio                                                                  | 1995              | Sanyei Shobou                                | Sanai                                                       | JP                         |
| Bakushou!! All Yoshimoto Quiz-Ou Ketteisen                                      | 1995              | TOSE                                         | Yoshimoto Kogyo                                             | JP                         |
| Ballz: The Director's Cut                                                       | 1995              | PF Magic                                     | PF Magic                                                    | EU, JP, NA                 |
| Battery Navi                                                                    | 1995              | Dai Nippon Printing                          | Dai Nippon Printing                                         | JP                         |
| Battle Chess                                                                    | 1993 1994JP       | Krisalis                                     | Interplay Productions                                       | JP, NA                     |
| Battle Pinball                                                                  | 1994              | Nippon Data Works                            | Nippon Data Works                                           | JP                         |
| BattleSport                                                                     | 1996              | Cyclone Studios                              | The 3DO Company                                             | EU, NA                     |
| BC Racers                                                                       | 1995              | Core Design                                  | Core Design                                                 | NA                         |
| Belzerion                                                                       | 1994              | Human Entertainment                          | Human Entertainment                                         | JP                         |
| Bishoujo Senshi Sailor Moon S                                                   | 1995              | TOSE                                         | Bandai                                                      | JP                         |
| Blade Force                                                                     | 1995              | Studio 3DO                                   | The 3DO Company                                             | EU, JP, NA                 |
| Blue Forest Story: Kaze no Fuuin                                                | 1996              | Right Stuff                                  | Right Stuff                                                 | JP                         |
| Bonogurashi                                                                     | 1995              | Amuze                                        | Amuze                                                       | JP                         |
| Brain Dead 13                                                                   | 1996              | ReadySoft                                    | ReadySoft, Digital Leisure                                  | NA                         |
| Burning Soldier                                                                 | 1994              | Genki                                        | Panasonic                                                   | JP, NA                     |
| Bust-a-Move                                                                     | 1995              | Taito                                        | Taito                                                       | JP, NA                     |
| Sid Meier's C.P.U. Bach                                                         | 1994              | MicroProse                                   | MicroProse                                                  | NA                         |
| Cannon Fodder                                                                   | 1994              | Sensible Software                            | Virgin Interactive Entertainment                            | NA                         |
| Captain Quazar                                                                  | 1995 1996JP       | Studio 3DO                                   | The 3DO Company                                             | JP, NA                     |
| Carrier: Fortress at Sea                                                        | 1995              | RMG Dentsu USA                               | Panasonic                                                   | NA                         |
| Casper                                                                          | 1996              | Logicware                                    | Interplay Productions                                       | NA                         |
| Chizu Monogatari: Sono 1                                                        | 1995              | Ariadne                                      | Ariadne                                                     | JP                         |
| Club 3DO: Station Invasion                                                      | 1994              | Studio 3DO                                   | The 3DO Company                                             | NA                         |
| Conan: The Boy In Future                                                        | 1995              | Bandai Visual                                | Emotion Digital Software                                    | JP                         |
| Corpse Killer                                                                   | 1994 1995JP       | Digital Pictures                             | Digital Pictures                                            | JP, NA                     |
| Cowboy Casino                                                                   | 1994              | Intellimedia                                 | Intelliplay                                                 | NA                         |
| Crash 'n Burn                                                                   | 1993NA 1994JP     | Crystal Dynamics                             | Crystal Dynamics                                            | JP, NA                     |
| Crayon Shin-Chan: Puzzle Daimaou no Nazo                                        | 1995              | TOSE                                         | Bandai                                                      | JP                         |
| Creature Shock                                                                  | 1996              | Argonaut Software                            | Virgin Interactive Entertainment                            | NA                         |
| Crime Patrol                                                                    | 1993              | American Laser Games                         | American Laser Games                                        | NA                         |
| Crime Patrol 2: Drug Wars                                                       | 1994              | American Laser Games                         | American Laser Games                                        | NA                         |
| Cyberdillo                                                                      | 1996              | Pixel Technologies                           | Panasonic                                                   | NA                         |
| Cyberia                                                                         | 1996              | Xatrix Entertainment                         | Interplay Productions                                       | JP, NA                     |
| D D no ShokutakuJP                                                              | 1995              | WARP                                         | Panasonic                                                   | EU, JP, NA                 |
| D no Shokutaku: Director's Cut                                                  | 1996              | WARP                                         | Panasonic                                                   | JP                         |
| The Daedalus Encounter Daedalus Episode 1: Nanpasen no AlienJP                  | 1995              | Mechadeus                                    | Virgin Interactive Entertainment                            | EU, JP, NA                 |
| Defcon 5                                                                        | 1995              | Millennium Interactive                       | Multisoft                                                   | EU, JP                     |
| Demolition Man                                                                  | 1994JP 1995NA     | Alexandria                                   | Virgin Interactive Entertainment                            | JP, NA                     |
| Dennou Hyouryuu: Multimedia Cruising                                            | 1995              | Scitron & Art                                | Hamlet                                                      | JP                         |
| DinoPark Tycoon                                                                 | 1994              | Manley & Associates                          | MECC                                                        | NA                         |
| Doctor Hauzer                                                                   | 1994              | Riverhillsoft                                | Riverhillsoft                                               | JP                         |
| Doom                                                                            | 1996              | id Software, Art Data Interactive, Logicware | id Software, Art Data Interactive                           | JP, NA                     |
| Doraemon Yuujou Densetsu                                                        | 1995              | Shogakukan                                   | Shogakukan                                                  | JP                         |
| Dragon Lore: The Legend Begins                                                  | 1994              | Cryo Interactive                             | Mindscape                                                   | EU, NA                     |
| Dragon Tycoon Edge                                                              | 1995              | Sara International                           | Sara International                                          | JP                         |
| Dragon's Lair                                                                   | 1994              | Advanced Microcomputer Systems               | ReadySoft                                                   | JP, NA                     |
| Driving School                                                                  | 1995              | Jiscsoft                                     | Jiscsoft                                                    | JP                         |
| Eigo de Go!                                                                     | 1996              | Gakushuu Kenkyuusha                          | Gakushuu Kenkyuusha                                         | JP                         |
| EMIT                                                                            | 1995              | Koei                                         | Koei                                                        | JP                         |
| Escape from Monster Manor Virtual Horror: Norowarate YakataJP                   | 1993NA 1994       | Studio 3DO                                   | Electronic Arts                                             | EU, JP, NA                 |
| ESPN Baseball: Interactive Hitting                                              | 1994              | Intelliplay                                  | Intelliplay                                                 | NA                         |
| ESPN Let's Go Skiing                                                            | 1994              | Intelliplay                                  | Intelliplay                                                 | NA                         |
| ESPN Let's Play Beach Volleyball                                                | 1994              | Intelliplay                                  | Intelliplay                                                 | NA                         |
| ESPN Let's Play Soccer                                                          | 1994              | Intelliplay                                  | Intelliplay                                                 | NA                         |
| ESPN Let's Play Tennis                                                          | 1994              | Intellimedia                                 | Intelliplay                                                 | NA                         |
| ESPN Step Aerobics                                                              | 1994              | Intelliplay                                  | Intelliplay                                                 | NA                         |
| The Eye of Typhoon                                                              | 1996              | Viccom                                       | GoldStar                                                    | JP                         |
| F-1 GP                                                                          | 1995              | Pony Canyon                                  | Pony Canyon                                                 | JP                         |
| Family Feud                                                                     | 1994              | Eurocom                                      | GameTek                                                     | NA                         |
| Fatty Bear's Birthday Surprise                                                  | 1993 1995JP       | Humongous Entertainment                      | Humongous EntertainmentNA Media.VisionJP                    | JP, NA                     |
| Fatty Bear's Fun Pack                                                           | 1994              | Humongous Entertainment                      | Marubeni                                                    | JP                         |
| FIFA International Soccer                                                       | 1994              | Extended Play Productions                    | EA Sports                                                   | EU, NA                     |
| Flashback: The Quest for Identity                                               | 1995              | Delphine Software, Tiertex                   | U.S. Gold                                                   | JP, NA                     |
| Flying Nightmares                                                               | 1994              | Domark                                       | Domark                                                      | EU, NA                     |
| Foes of Ali                                                                     | 1995              | Gray Matter Studios                          | EA Sports                                                   | EU, NA                     |
| Fun 'n Games Fun Game: Soft no OmochabakoJP                                     | 1994 1995JP       | Panasonic                                    | Panasonic                                                   | JP, NA                     |
| Furopon World                                                                   | 1995              | WARP                                         | WARP                                                        | JP                         |
| Gakkou no Kowai Usawa: Hanako-San ga Kite!!                                     | 1995              | Amuze                                        | Amuze                                                       | JP                         |
| Game Guru                                                                       | 1996              | Studio 3DO                                   | The 3DO Company                                             | NA                         |
| Game no Tatsujin                                                                | 1995              | SunSoft                                      | SunSoft                                                     | JP                         |
| Gex                                                                             | 1994 1995JP       | Crystal Dynamics                             | BMG Interactive                                             | EU, JP, NA                 |
| Goal FH                                                                         | 1995              | Carrozzeria                                  | Carrozzeria                                                 | JP                         |
| Golf Ba Multimedia Shinchaku                                                    | 1995              | Jiscsoft                                     | Jiscsoft                                                    | JP                         |
| Gridders                                                                        | 1994              | Tetragon                                     | The 3DO Company                                             | EU, JP, NA                 |
| Grimm Meisaku Gekijou: Akazukin                                                 | 1994              | Ima Company                                  | Ima Company                                                 | JP                         |
| Grimm Meisaku Gekijou: Bremen no Ongakutai                                      | 1994              | Ima Company                                  | Ima Company                                                 | JP                         |
| Grimm Meisaku Gekijou: Hansel to Gretel                                         | 1994              | Ima Company                                  | Ima Company                                                 | JP                         |
| Guardian WarNA Powers KingdomEU, JP                                             | 1993NA 1994       | Micro Cabin                                  | Matsushita                                                  | EU, JP, NA                 |
| Gunslinger Collection                                                           | 1995              | American Laser Games                         | American Laser Games                                        | NA                         |
| Hell: A Cyberpunk Thriller                                                      | 1994              | Take-Two Interactive                         | GameTek                                                     | EU, NA                     |
| Hello Kitty Asobi no Mochabako                                                  | 1995              | Mizuki                                       | Mizuki                                                      | JP                         |
| Hirata Shogo Interactive Ehon: Aesop Monogatari                                 | 1994              | Elcom                                        | Elcom                                                       | JP                         |
| Hirata Shogo Interactive Ehon: Cinderella                                       | 1995              | Elcom                                        | Elcom                                                       | JP                         |
| Hirata Shogo Interactive Ehon: Ningyo Hime                                      | 1994              | Elcom                                        | Elcom                                                       | JP                         |
| Hirata Shogo Interactive Ehon: Ookami to Shichi Hiki no Koyagi                  | 1995              | Elcom                                        | Elcom                                                       | JP                         |
| Hirata Shogo Interactive Ehon: Sanhiki no Kabuta                                | 1994              | Elcom                                        | Elcom                                                       | JP                         |
| Hirata Shogo Interactive Ehon: Shirayuki Hime                                   | 1994              | Elcom                                        | Elcom                                                       | JP                         |
| The Horde                                                                       | 1994              | Toys for Bob                                 | Crystal DynamicsNA ViseJP                                   | JP, NA                     |
| Icebreaker                                                                      | 1995              | Magnet Interactive Studios                   | Panasonic                                                   | NA                         |
| Ide Yosuke Meijin no Shinmi Sen Mahjong                                         | 1996              | Capcom                                       | Capcom                                                      | JP                         |
| Idol Janshi Suchie-Pai Special                                                  | 1995              | Jaleco Entertainment                         | Jaleco Entertainment                                        | JP                         |
| Idol Mahjong Final Romance 2: Hyper Edition                                     | 1996              | Infini                                       | Infini                                                      | JP                         |
| Igo Time Trial: Shikatsu Daihyakka                                              | 1995              | Ematic                                       | Ematic                                                      | JP                         |
| Igo Time Trial: Thumego 1                                                       | 1994              | Ematic                                       | Ematic                                                      | JP                         |
| Iida Joji Nightmare Interactive: Moon Cradle-Igyou no Hanayome                  | 1995              | TOSE                                         | Pack-In-Video                                               | JP                         |
| Immercenary Perfect WorldJP                                                     | 1995              | 5 Miles Out                                  | Electronic Arts                                             | NA, JP                     |
| The Incredible Machine                                                          | 1994              | Dynamix                                      | Dynamix                                                     | JP, NA                     |
| Insect War                                                                      | 1994              | Riverhillsoft                                | Riverhillsoft                                               | JP                         |
| Iron Angel of the Apocalypse TetsujinJP                                         | 1994 1995JP       | Synergy Inc.                                 | Synergy Inc.                                                | JP, NA                     |
| Iron Angel of the Apocalypse: The Return Tetsujin ReturnsJP                     | 1995              | Synergy Inc.                                 | Synergy Inc.                                                | JP, NA                     |
| Ishida Masao Ku-Dan no Igo Seiha                                                | 1995              | Electronic Arts Victor                       | Electronic Arts Victor                                      | JP                         |
| It's a Birds Life                                                               | 1994              | Sanctuary Woods Multimedia Corporation       | Sanctuary Woods Multimedia Corporation                      | JP, NA                     |
| J-League Virtual Stadium '95                                                    | 1995              | Electronic Arts Victor                       | Electronic Arts Victor                                      | JP                         |
| J.B. Harold: Blue Chicago Blues                                                 | 1995              | Riverhillsoft                                | Riverhillsoft                                               | JP                         |
| Jammit                                                                          | 1994              | GTE Vantage                                  | GTE Entertainment                                           | NA                         |
| Jikki Pachi-Slot Simulator Vol. 1                                               | 1995              | Electronic Arts Victor                       | Electronic Arts Victor                                      | JP                         |
| John Madden Football                                                            | 1994              | High Score Productions                       | EA Sports                                                   | JP, NA                     |
| Johnny Bazookatone                                                              | 1995              | Arc Developments                             | U.S. Gold                                                   | NA                         |
| Jurassic Park Interactive                                                       | 1994              | Studio 3DO                                   | Universal Interactive Studios                               | EU, JP, NA                 |
| Kakinoki Shogi                                                                  | 1994              | ASCII Entertainment                          | ASCII Entertainment                                         | JP                         |
| Keiba Saishou no Housoku                                                        | 1994              | Copya Systems                                | Copya Systems                                               | JP                         |
| Kero Kero Keroppi to Origami no Tabibito                                        | 1995              | Mizuki                                       | Mizuki                                                      | JP                         |
| Killing Time                                                                    | 1995              | Studio 3DO                                   | The 3DO Company                                             | EU, NA                     |
| Kingdom: The Far Reaches                                                        | 1995              | Interplay Productions                        | Interplay Productions                                       | EU, NA                     |
| Konpeki no Kantai                                                               | 1995              | Tokuma Shoten                                | Tokuma Shoten                                               | JP                         |
| Kurokishi no Kamen                                                              | 1994              | MMC Hummingbird Soft                         | MMC Hummingbird Soft                                        | JP                         |
| Kyuusei Senjutsu Niyoru Heisei Kaiun Koyomi                                     | 1994              | Ariadne                                      | Ariadne                                                     | JP                         |
| The Last Bounty Hunter                                                          | 1995              | American Laser Games                         | American Laser Games                                        | NA                         |
| Lemmings                                                                        | 1993 1994JP       | DMA Design                                   | Psygnosis                                                   | JP, NA                     |
| The Life Stage: Virtual House                                                   | 1993NA 1994JP     | Micro Cabin                                  | Matsushita                                                  | JP, NA                     |
| Lost Eden                                                                       | 1995              | Cryo Interactive                             | Virgin Interactive Entertainment                            | NA                         |
| The Lost Files of Sherlock Holmes                                               | 1994              | Mythos Software                              | Electronic Arts                                             | EU, NA                     |
| Lower Your Score with Tom Kite - Mental Messages                                | 1994              | Intellimedia                                 | Intellimedia                                                | NA                         |
| Lower Your Score with Tom Kite - Shot Making Tom Kite no Korega Golf daJP       | 1994              | Vise                                         | Vise                                                        | JP, NA                     |
| Lucienne's Quest Sword & SorceryJP                                              | 1995              | Micro Cabin                                  | Panasonic                                                   | JP, NA                     |
| Macaroni Houren Shou Interactive                                                | 1995              | Toshiba                                      | Toshiba                                                     | JP                         |
| Mad Dog II: The Lost Gold                                                       | 1994              | American Laser Games                         | American Laser Games                                        | EU, NA                     |
| Mad Dog McCree                                                                  | 1994              | American Laser Games                         | American Laser Games                                        | EU, NA                     |
| Mahjong Goku Tenjiku                                                            | 1994              | ASCII Entertainment                          | ASCII Entertainment                                         | JP                         |
| Mahjong Kuru Jidai: AV Gal Seifukuhen                                           | 1994              | Micronet                                     | Micronet                                                    | JP                         |
| Mahjong Kuru Jidai: Ko Gal Hokagohen                                            | 1995              | Micronet                                     | Micronet                                                    | JP                         |
| Marine Tour                                                                     | 1994              | Office Create                                | Office Create                                               | JP                         |
| Masters Harukanaru Augusta 3                                                    | 1994              | T&E Soft                                     | T&E Soft                                                    | JP                         |
| Mathemagics                                                                     | 1994              | L3 Interactive                               | The 3DO Company                                             | NA                         |
| Mazer                                                                           | 1995              | American Laser Games                         | American Laser Games                                        | NA                         |
| MegaRace                                                                        | 1994              | Cryo Interactive                             | The Software Toolworks                                      | EU, JP, NA                 |
| Microcosm                                                                       | 1994              | Psygnosis                                    | Psygnosis                                                   | JP, NA                     |
| Mirai Shounen Conan Digital Library                                             | 1995              | Bandai                                       | Bandai                                                      | JP                         |
| Monoshiri Koro Yuugaku                                                          | 1995              | Shinko Human Create                          | Shinko Human Create                                         | JP                         |
| Montana Jones                                                                   | 1995              | Future Pirates                               | Future Pirates                                              | JP                         |
| Murphy da yo Zenin Shuugou                                                      | 1994              | Bantan International                         | Bantan International                                        | JP                         |
| Myst                                                                            | 1995              | Cyan Worlds                                  | Panasonic                                                   | EU, JP, NA                 |
| N.O.B. Neo Organic Biofarm                                                      | 1995              | Sanyo                                        | Sanyo                                                       | JP                         |
| Naoko to Hide Bou: Kanji no Tensai 1                                            | 1995              | Gakuman                                      | Gakuman                                                     | JP                         |
| Naoko to Hide Bou: Sansuu no Tensai 1                                           | 1995              | Gakuman                                      | Gakuman                                                     | JP                         |
| Naoko to Hide Bou: Sansuu no Tensai 2                                           | 1995              | Gakuman                                      | Gakuman                                                     | JP                         |
| Nemurenu Yoru no Chiisana Ohanashi                                              | 1994              | Amuze                                        | Amuze                                                       | JP                         |
| NeuroDancer: Journey Into the Neuronet!                                         | 1994              | Electric Dreams                              | Pixis                                                       | NA                         |
| Nice Body All-Star Suiei Taikai                                                 | 1995              | Fuji Television                              | Fuji Television                                             | JP                         |
| Night Trap                                                                      | 1994              | Digital Pictures                             | Virgin Interactive Entertainment                            | JP, NA                     |
| Nishimura Kyotarou Travel Mystery: Akugyaku no Kisetsu                          | 1994              | TOSE                                         | Pack-In-Video                                               | JP                         |
| Nobunaga no Yabou: Haouden                                                      | 1994              | Koei                                         | Koei                                                        | JP                         |
| Nontan no Issho                                                                 | 1994              | Victor Interactive Software                  | Victor Interactive Software                                 | JP                         |
| Nontan no Issho: Hoshino Okurimono                                              | 1995              | Victor Interactive Software                  | Victor Interactive Software                                 | JP                         |
| Novastorm                                                                       | 1994              | Psygnosis                                    | Sony Electronic Publishing                                  | JP, NA                     |
| Oceans Below                                                                    | 1995              | The Software Toolworks                       | Multisoft                                                   | JP, NA                     |
| Off-World Interceptor                                                           | 1994              | Crystal Dynamics                             | Crystal Dynamics                                            | EU, JP, NA                 |
| Ogura Hyakunin Isshu                                                            | 1995              | Bansoft                                      | Bansoft                                                     | JP                         |
| Olympic Soccer                                                                  | 1996              | Silicon Dreams, Tiertex                      | U.S. Gold                                                   | EU, NA                     |
| Olympic Summer Games                                                            | 1996              | Silicon Dreams, Tiertex                      | U.S. Gold                                                   | EU, NA                     |
| Oneesan to Issho! Janken Paradise                                               | 1994              | Interlas                                     | Interlas                                                    | JP                         |
| Oneesan to Issho! Kisekae Paradise                                              | 1995              | Bullet Proof Software                        | Bullet Proof Software                                       | JP                         |
| Oukoku no Grand Chef                                                            | 1996              | Sara International                           | Sara International                                          | JP                         |
| Out of This WorldNA Another WorldEU Outer WorldJP                               | 1994              | Delphine Software                            | Interplay Productions                                       | EU, JP, NA                 |
| Oyaji Hunter Mahjong                                                            | 1995              | WARP                                         | WARP                                                        | JP                         |
| Paddock Note '95                                                                | 1995              | Scitron & Art                                | Scitron & Art                                               | JP                         |
| Panzer General                                                                  | 1995              | Strategic Simulations                        | Strategic Simulations                                       | NA                         |
| PaTaank                                                                         | 1994              | PF Magic                                     | BMG Interactive                                             | JP, NA                     |
| Pebble Beach Golf Links                                                         | 1994              | T&E Soft                                     | Panasonic                                                   | JP, NA                     |
| Penthouse Interactive: Virtual Photo Shoot Vol. 1                               | 1994              | Apollo                                       | Apollo                                                      | JP                         |
| Peperon Mura no Shiki                                                           | 1995              | NHK                                          | NHK                                                         | JP                         |
| The Perfect General                                                             | 1996              | Game Guild                                   | Kirin Entertainment                                         | NA                         |
| Peter Frankel: Puzzle no Tou                                                    | 1995              | TBS                                          | TBS                                                         | JP                         |
| PGA Tour 96                                                                     | 1996              | NuFX, Hitmen Productions                     | EA Sports                                                   | NA                         |
| Phoenix 3                                                                       | 1995              | Gray Matter Studios                          | The 3DO Company                                             | NA                         |
| Plumbers Don't Wear Ties                                                        | 1994              | Kirin Entertainment                          | Kirin Entertainment                                         | NA                         |
| PO'ed                                                                           | 1995              | Any Channel                                  | Accolade                                                    | NA                         |
| Policenauts                                                                     | 1995              | Konami                                       | Konami                                                      | JP                         |
| Primal Rage                                                                     | 1995              | Probe Software                               | Time Warner Interactive                                     | EU, JP, NA                 |
| Princess Maker 2                                                                | 1994              | Gainax                                       | Gainax                                                      | JP                         |
| Pro Stadium                                                                     | 1995              | Sanyo                                        | Sanyo                                                       | JP                         |
| Pro Yakyuu Virtual Stadium                                                      | 1995              | Electronic Arts Victor                       | Electronic Arts Victor                                      | JP                         |
| Psychic Detective                                                               | 1996              | Colossal Pictures Electronic Arts            | Electronic Arts Studios                                     | EU, NA                     |
| Puppet Tale                                                                     | 1994              | Micro Cabin                                  | Micro Cabin                                                 | JP                         |
| Putt-Putt Goes to the Moon                                                      | 1994              | Humongous Entertainment                      | Humongous Entertainment                                     | NA                         |
| Putt-Putt Joins the Parade                                                      | 1994              | Humongous Entertainment                      | Humongous Entertainment                                     | JP, NA                     |
| Putt-Putt's Fun Pack                                                            | 1994              | Humongous Entertainment                      | Humongous Entertainment                                     | JP, NA                     |
| Pyramid Intruder                                                                | 1995              | High-Tech Lab Japan                          | Taito                                                       | JP                         |
| Quarantine                                                                      | 1994 1995JP       | Imagexcel                                    | GameTek                                                     | JP, NA                     |
| Quarterback Attack with Mike Ditka                                              | 1996              | Digital Pictures                             | Digital Pictures                                            | NA                         |
| Real Pinball Fire Ball!JP                                                       | 1994              | Nippon Data Works                            | Panasonic                                                   | JP, NA                     |
| Return Fire                                                                     | 1995              | Silent Software                              | Prolific Publishing                                         | EU, JP, NA                 |
| Return Fire: Maps o' Death                                                      | 1996              | Prolific Publishing                          | Prolific Publishing                                         | NA                         |
| Rise of the Robots                                                              | 1995              | Mirage                                       | Time Warner Interactive                                     | NA, EU, JP                 |
| Road Rash                                                                       | 1994              | Monkey Do Productions                        | Electronic Arts                                             | EU, JP, NA                 |
| Road & Track Presents: The Need for Speed Over Drivin'JP                        | 1994              | Electronic Arts Canada                       | Electronic Arts                                             | EU, JP, NA                 |
| Robinson's Requiem                                                              | 1996              | Silmarils                                    | ReadySoft                                                   | NA                         |
| Royal Pro Wrestling                                                             | 1996              | Natsume                                      | Natsume                                                     | JP                         |
| Samurai Shodown                                                                 | 1995              | SNK, Crystal Dynamics                        | Crystal Dynamics                                            | JP, NA                     |
| San Goku Shi IV                                                                 | 1995              | Koei                                         | Koei                                                        | JP                         |
| Scramble Cobra                                                                  | 1995              | Genki                                        | Panasonic                                                   | JP, NA                     |
| Seal of the Pharaoh Virtual Quest: Pharaoh no FuuinJP                           | 1994              | System Sacom                                 | Panasonic                                                   | JP, NA                     |
| Seimei Handan                                                                   | 1995              | Ariadne                                      | Ariadne                                                     | JP                         |
| Sekura/Fuumin no Mocha Hako                                                     | 1994              | Grams'                                       | Grams'                                                      | JP                         |
| Sesame Street: Numbers                                                          | 1994 1995JP       | Viridis                                      | EA Kids                                                     | JP, NA                     |
| Sewer Shark                                                                     | 1994              | Digital Pictures                             | Sony Imagesoft                                              | EU, NA                     |
| Shadow: War of Succession Shadow WarriorsJP                                     | 1994              | Tribeca Digital Studios                      | Tribeca Digital Studios                                     | JP, NA                     |
| Shanghai: Triple Threat                                                         | 1994              | Electronic Arts Victor                       | Electronic Arts Victor                                      | JP, NA                     |
| Shockwave                                                                       | 1994              | EA Advanced Technology Group                 | Electronic Arts                                             | JP, NA                     |
| Shockwave: Operation Jumpgate                                                   | 1995              | EA Advanced Technology Group                 | Electronic Arts                                             | EU, JP, NA                 |
| Shockwave 2: Beyond the Gate                                                    | 1995 1996EU       | EA Advanced Technology Group                 | Electronic Arts Studios                                     | EU, NA                     |
| Short Warp                                                                      | 1996              | WARP                                         | WARP                                                        | JP                         |
| Slam 'n Jam '95                                                                 | 1995              | Crystal Dynamics                             | Crystal Dynamics                                            | EU, JP, NA                 |
| Slopestyle                                                                      | 1994              | L3 Interactive                               | L3 Interactive                                              | NA                         |
| Snow Job                                                                        | 1995              | Ix Entertainment                             | The 3DO Company                                             | EU, NA                     |
| Soccer Kid Great Soccer KidJP                                                   | 1994              | Team17                                       | The 3DO Company                                             | JP, NA                     |
| Sotsugyou II: Neo Generation Special                                            | 1995              | Fill-In Cafe                                 | SharRock                                                    | JP                         |
| Sotsugyou Final                                                                 | 1994              | SharRock                                     | SharRock                                                    | JP                         |
| Space Ace                                                                       | 1995              | Advanced Microcomputer Systems               | Cinematronics                                               | NA                         |
| Space Hulk: Vengeance of the Blood Angels Blood AngelsJP                        | 1995JP 1996NA     | Key Game                                     | Electronic Arts                                             | JP, NA                     |
| Space Pirates                                                                   | 1994              | American Laser Games                         | American Laser Games                                        | NA                         |
| Space Shuttle                                                                   | 1994              | Amazing Studios                              | The Software Toolworks                                      | NA                         |
| Star Control II                                                                 | 1993 1995JP       | Toys for Bob                                 | Crystal Dynamics                                            | JP, NA                     |
| Star Fighter                                                                    | 1996              | Krisalis                                     | The 3DO Company                                             | NA                         |
| Star Wars: Rebel Assault                                                        | 1995              | LucasArts                                    | LucasArts                                                   | JP, NA                     |
| Starblade                                                                       | 1994JP 1995NA     | Namco                                        | Namco                                                       | JP, NA                     |
| Stellar 7: Draxon's Revenge                                                     | 1993 1994JP       | Dynamix                                      | Dynamix                                                     | JP, NA                     |
| Strahl                                                                          | 1994JP 1995NA     | Data East                                    | Panasonic                                                   | JP, NA                     |
| Striker: World Cup Special                                                      | 1995              | Rage Software                                | Coconuts Japan                                              | EU                         |
| Super Real Mahjong PIV + Aishou Shindan                                         | 1995              | Seta Corporation                             | Seta Corporation                                            | JP                         |
| Super Real Mahjong P V                                                          | 1995              | Seta Corporation                             | Seta Corporation                                            | JP                         |
| Super Model Gail McKenna                                                        | 1995              | Digital Production                           | Digital Production                                          | JP                         |
| Super Street Fighter II Turbo                                                   | 1994              | Capcom                                       | Capcom                                                      | EU, JP, NA                 |
| Super Wing Commander                                                            | 1994              | Origin Systems                               | Origin Systems                                              | EU, JP, NA                 |
| Supreme Warrior                                                                 | 1994 1995JP       | Digital Pictures                             | Digital Pictures                                            | NA                         |
| Syndicate                                                                       | 1995              | Bullfrog Productions                         | Electronic Arts                                             | JP, NA                     |
| Taiketsu! Rooms                                                                 | 1995              | Sanyei Shobou                                | Sanyei Shobou                                               | JP                         |
| Tanjou: Debut Pure                                                              | 1996              | Fill-In Cafe                                 | SharRock                                                    | JP                         |
| Tarot Uranai                                                                    | 1995              | Axes Art Amuze                               | Ariadne                                                     | JP                         |
| Terasawa Takeichi no Takeru                                                     | 1994              | Fun Project                                  | Fun Project                                                 | JP                         |
| Theatre Wars: Goraku no Dendou                                                  | 1994              | Scitron & Art                                | Hamlet                                                      | JP                         |
| Theme Park                                                                      | 1994 1995JP       | Bullfrog Productions                         | Electronic Arts                                             | JP, NA                     |
| Toki o Koeta Tegami                                                             | 1994              | Thinking Rabbit                              | Thinking Rabbit                                             | JP                         |
| Tokimeki Mahjong Paradise Special                                               | 1996              | Sonnet                                       | Sonnet                                                      | JP                         |
| ToonTime ...In the classroom                                                    | 1994              | Videoact V LC                                | Videoact V LC                                               | NA                         |
| Total Eclipse                                                                   | 1994              | Crystal Dynamics                             | Crystal Dynamics                                            | EU, JP, NA                 |
| Totsugeki Kikan (Karakuri) Megadasu!!                                           | 1994              | WARP                                         | WARP                                                        | JP                         |
| The Tower                                                                       | 1996              | OpenBook Co., Ltd.                           | OpenBook Co., Ltd.                                          | JP                         |
| Tozasarata Tachi                                                                | 1995              | Studio 3DO                                   | The 3DO Company                                             | JP                         |
| Trip'd                                                                          | 1995              | WARP                                         | Panasonic                                                   | NA                         |
| Twinkle Knights                                                                 | 1995              | Axes Art Amuze                               | Intarus                                                     | JP                         |
| Twisted: The Game Show                                                          | 1993 1994JP       | Studio 3DO                                   | Electronic Arts                                             | JP, NA                     |
| Uchuu Seibutsu Furopon-Kun                                                      | 1994              | Sanyei Shobou                                | Sanyei Shobou                                               | JP                         |
| Ultraman Powered                                                                | 1994              | TOSE                                         | Bandai                                                      | JP                         |
| V-Goal Soccer '96                                                               | 1996              | Tecmo                                        | Tecmo                                                       | JP                         |
| Virtual Cameraman Part 1: Sawada Naomi and Juri Anna                            | 1995              | Naxat Soft                                   | Naxat Soft                                                  | JP                         |
| Virtual Cameraman Part 2: Kawai Natsumi and Tachihara Kimi                      | 1995              | Naxat Soft                                   | Naxat Soft                                                  | JP                         |
| Virtual Cameraman Part 3: Sugimoto Yumika                                       | 1995              | Naxat Soft                                   | Naxat Soft                                                  | JP                         |
| Virtual Cameraman Part 4: Toya Shiori                                           | 1995              | Naxat Soft                                   | Naxat Soft                                                  | JP                         |
| Virtual Cameraman Part 5: Anzo Ari                                              | 1995              | Naxat Soft                                   | Naxat Soft                                                  | JP                         |
| Virtual Puppet Reika                                                            | 1994              | Kuki                                         | Kuki                                                        | JP                         |
| Virtuoso                                                                        | 1995              | Elite Systems                                | Imagineer                                                   | JP, NA                     |
| VR Stalker                                                                      | 1994              | Morpheus Interactive                         | American Laser Games                                        | NA                         |
| Wacky Races                                                                     | 1994              | Future Pirates                               | Future Pirates                                              | JP                         |
| Wacky Races 2: In Space                                                         | 1995              | Future Pirates                               | Future Pirates                                              | JP                         |
| Waialae Country Club Waialae no KisekiJP                                        | 1994              | T&E Soft                                     | Panasonic                                                   | JP, NA                     |
| Way of the Warrior                                                              | 1995              | Naughty Dog                                  | Universal Interactive Studios                               | JP, NA                     |
| Who Shot Johnny Rock?                                                           | 1995              | Origin Systems                               | American Laser Games                                        | EU, NA                     |
| Wicked 18 Devil's CourseJP                                                      | 1995              | T&E Soft                                     | T&E Soft                                                    | JP, NA                     |
| Wing Commander III: Heart of the Tiger                                          | 1995              | Origin Systems                               | Origin Systems                                              | NA                         |
| Winning Post                                                                    | 1994              | Koei                                         | Koei                                                        | JP                         |
| Wolfenstein 3D                                                                  | 1995              | Logicware                                    | Interplay Productions                                       | JP, NA                     |
| World Cup Golf: Hyatt Dorado Beach                                              | 1994              | Arc Developments                             | U.S. Gold                                                   | NA                         |
| World Cup Special                                                               | 1995              | Coconuts Japan                               | Coconuts Japan                                              | JP                         |
| World Cup Super Stadium                                                         | 1995              | TV Tokyo                                     | TV Tokyo                                                    | JP                         |
| The Yakyuuken Special                                                           | 1994              | Soshietta                                    | Soshietta                                                   | JP                         |
| Yamada Kamachi Bijutsukan: Kamachi's Museum                                     | 1995              | System Sacom                                 | TV Asahi                                                    | JP                         |
| Yamamura Misa Suspense: Kyoto Kurama Sansou Satsujin Jiken                      | 1994              | TOSE                                         | T&E Soft                                                    | JP                         |
| Yu Yu Hakusho                                                                   | 1994              | Hudson Soft                                  | Tomy                                                        | JP                         |
| Zhadnost: The People's Party                                                    | 1995              | Studio 3DO                                   | The 3DO Company                                             | NA                         |

## Legături externe
- 3DO pe Curlie